# Ethias Trophy
Ethias Trophy — мужской международный теннисный турнир, проходящий в Монсе (Бельгия) в сентябре на крытых хардовых кортах. С 2005 года турнир относится к категории ATP Challenger, с призовым фондом около 106 тысяч евро и турнирной сеткой, рассчитанной на 32 участника в одиночном разряде и 16 пар.

## История[1]
Ethias Trophy, впервые проводившийся в Монсе в 2005 году, должен был заполнить пустоту, образовавшуюся в результате последовательного исчезновения всех крупных международных мужских теннисных турниров в Бельгии, последний из которых, «челленджер» в Антверпене, проводился до 2001 года. На первом за четыре года турнире под эгидой АТР в Бельгии собрались все сильнейшие теннисисты страны (Оливье и Кристоф Рохусы, Ксавье Малисс, Кристоф Влиген, Дик Норман и Стив Дарси), а также многие из восходящих звёзд мирового тенниса, включая Энди Маррея, Иво Карловича, Жюльена Беннето и Марка Жикеля. В финале встретились два хозяина корта, Оливье Рохус и Ксавье Малисс, за год до этого выигравшие в паре Открытый чемпионат Франции.
После двух лет проведения турнир уже входил в десятку наиболее престижных «челленджеров» в мире. Его директором стала известная бельгийская теннисистка Доминик Монами, и в 2008 году Ethias Trophy был признан лучшим турниром Мировой серии ATP Challenger. Швейцарец Ив Аллегро заявил, что за десять лет выступлений ни разу не играл в «челленджере» такого высокого качества. Список посеянных игроков в этом год возглавлял Фабрис Санторо, уступивший в четвертьфинале Оливье Рохусу, которого в свою очередь победил в полуфинале будущий чемпион Теймураз Габашвили. В списке чемпионов появился первый двукратный победитель, Ловро Зовко, уже вторично победивший в парном разряде.
В 2009 году в турнирной сетке «челленджера» в Монсе были 13 игроков из первой сотни рейтинга ATP, что является для турниров этого уровня большой редкостью. Первым номером был посеян Янко Типсаревич, 55-я ракетка мира. Помимо них, в турнире участвовали пять игроков, прежде входивших в мировую двадцатку: Арно Клеман, Штефан Коубек, Николас Кифер, Доминик Грбаты и Ксавье Малисс. Типсаревич, вторично выступавший в Монсе, завоевал и второй титул на этом турнире.
В 2010 году Ethias Trophy за неделю посетили 15 тысяч зрителей, несмотря на то, что его полуфинальные и финальные игры впервые транслировало местное телевидение.

## Финалы прошлых лет
За время проведения турнира только Янко Типсаревичу удалось выиграть его дважды в одиночном разряде. В парах такого успеха добились двое теннисистов — Ловро Зовко и Филип Полашек.
Победителями турнира в Монсе становились четыре представителя стран бывшего СССР: в 2007 году чемпионом в одиночном разряде стал Эрнест Гулбис, Теймураз Габашвили повторил этот результат через сезон, а Денис Истомин из Узбекистана и россиянин Евгений Королёв выиграли турнир пар в 2009 году. Из хозяев корта на турнире побеждал только Оливье Рохус (в дебютный год), хотя ещё шесть бельгийцев — по три в одиночном и парном разряде — доходили до финала.
| Год  | Победитель          | Финалист           | Счёт              |
| ---- | ------------------- | ------------------ | ----------------- |
| 2014 | Давид Гоффен        | Стив Дарси         | 6-3 6-3           |
| 2013 | Радек Штепанек      | Игорь Сейслинг     | 6-3 7-5           |
| 2012 | Кенни де Схеппер    | Микаэль Льодра     | 7-6(7) 4-6 7-6(4) |
| 2011 | Андреас Сеппи       | Жюльен Беннето     | 2-6 6-3 7-6(4)    |
| 2010 | Адриан Маннарино    | Стив Дарси         | 7-5 6-2           |
| 2009 | Янко Типсаревич (2) | Сергей Стаховский  | 7-6(4) 6-3        |
| 2008 | Теймураз Габашвили  | Эдуар Роже-Васслен | 6-4 6-4           |
| 2007 | Эрнест Гулбис       | Кристоф Влиген     | 7-5 6-3           |
| 2006 | Янко Типсаревич     | Алекс Богданович   | 6-4 1-6 6-2       |
| 2005 | Оливье Рохус        | Ксавье Малисс      | 6-2 6-0           |

| Год  | Победители                       | Финалисты                           | Счёт                 |
| ---- | -------------------------------- | ----------------------------------- | -------------------- |
| 2014 | Марк Жикель Николя Маю           | Андре Бегеман Юлиан Ноул            | 6-3 6-4              |
| 2013 | Йессе Хута Галунг Игорь Сейслинг | Эрик Буторак Равен Класен           | 4-6 7-6(2) [10-7]    |
| 2012 | Томаш Беднарек Ежи Янович        | Микаэль Льодра Эдуар Роже-Васслен   | 7-5 4-6 [10-2]       |
| 2011 | Юхан Брунстрём Кен Скупски       | Кенни де Схеппер Эдуар Роже-Васслен | 7-6(4) 6-3           |
| 2010 | Игорь Зеленай Филип Полашек (2)  | Рубен Бемельманс Янник Мертенс      | 3-6 6-4 [10-5]       |
| 2009 | Денис Истомин Евгений Королёв    | Теймураз Габашвили Алехандро Фалья  | 6-7(4) 7-6(4) [11-9] |
| 2008 | Ловро Зовко (2) Михал Мертиняк   | Ив Аллегро Хория Текэу              | 7-5 6-3              |
| 2007 | Томаш Беднарек Филип Полашек     | Александр Пейя Филипп Пецшнер       | 6-2 5-7 [10-8]       |
| 2006 | Ловро Зовко Жан-Клод Шеррер      | Джордан Керр Давид Шкох             | 6-2 6-4              |
| 2005 | Кристофер Кас Филипп Пецшнер     | Том Ванхудт Томаш Цибулец           | 7-6(4) 6-2           |